# Lista monumentelor ocrotite de stat din raionul Șoldănești
Lista monumentelor din raionul Șoldănești cuprinde monumentele patrimoniului cultural din raionul Șoldănești înscrise în Registrul monumentelor Republicii Moldova ocrotite de stat.
Registrul monumentelor Republicii Moldova ocrotite de stat a fost aprobat prin Hotărârea Parlamentului nr. 1531-XII împreună cu Legea nr. 1530-XII privind ocrotirea monumentelor RM din 22 iunie 1993. În Monitorul Oficial nr. 1 din 1994 a fost publicată doar Legea, fără a include însă și Registrul, care a fost publicat mult mai târziu, la 2 februarie 2010. A nu se confunda cu Registrul arheologic național sau cel al monumentelor de for public, care sunt liste diferite ce vizează doar anumite compartimente ale patrimoniului cultural, întocmite în baza unor legi separate.
Lista completă este menținută și actualizată periodic de către Ministerul Culturii din Republica Moldova, dar înainte ca modificările să intre în vigoare acestea trebuie să fie aprobate de către Parlament. Această listă este menită să cuprindă și actualizările ulterioare.
| Nr.    | Localizare                                                                   | Denumire                                                                       | Datare               | Tip   | Însemnătate | Imagine                 | Erori             |
| ------ | ---------------------------------------------------------------------------- | ------------------------------------------------------------------------------ | -------------------- | ----- | ----------- | ----------------------- | ----------------- |
| 2833   | Șoldănești 47°49′01″N 28°47′52″E / 47.817016485476°N 28.79786318525°E        | Biserica „Sf. Arhanghel Mihail”                                                | 1879                 | At    | N           | galerie \| Încarcă foto | Raportează eroare |
| 2834   | Șoldănești 47°48′57″N 28°47′48″E / 47.815812851883°N 28.796783172315°E       | Monument comemorativ de război (1941-1945)                                     | 1970                 | Is    | L           | galerie \| Încarcă foto | Raportează eroare |
| 2837   | Șoldănești 47°49′03″N 28°47′29″E / 47.817487734671°N 28.79129039406°E        | Stație de cale ferată                                                          | sf. sec. XIX         | Is    | L           | galerie \| Încarcă foto | Raportează eroare |
| 2852   | Alcedar 47°51′56″N 28°52′35″E / 47.865516917976°N 28.876324896873°E          | Monument în memoria a 64 consăteni căzuți în 1941-1945                         | 1970                 | Is    | L           | Încarcă foto            | Raportează eroare |
| 2854   | Chipeșca 47°45′35″N 28°36′38″E / 47.759620084695°N 28.61064001371°E          | Biserica „Sf. Arhanghel Mihail”                                                | 1843                 | At    | L           | Încarcă foto            | Raportează eroare |
| 2855   | Chipeșca                                                                     | Masa pomenirii                                                                 | înc. sec. XX         | Ar    | N           | Încarcă foto            | Raportează eroare |
| 2859   | Climăuții de Jos 47°56′54″N 28°48′20″E / 47.948256507199°N 28.805529595842°E | Biserica „Sf. Dumitru”                                                         | 1889                 | At    | L           | galerie \| Încarcă foto | Raportează eroare |
| 2860   | Climăuții de Jos 47°56′53″N 28°48′29″E / 47.947969512848°N 28.808040157792°E | Monument în memoria a 58 consăteni căzuți în război (1941-1945)                | 1969                 | Is    | L           | Încarcă foto            | Raportează eroare |
| 2866   | Cobîlea 47°52′04″N 28°39′38″E / 47.867736467349°N 28.660546671887°E          | Biserica „Schimbarea la Față” cu clopotnița-poartă                             | 1820-1834            | At    | N           | galerie \| Încarcă foto | Raportează eroare |
| 2867   | Cobîlea                                                                      | Casa academicianului S. Cibotaru (1929-1984)                                   | înc. sec. XX         | Is    | N           | Încarcă foto            | Raportează eroare |
| 2868   | Cobîlea 47°52′03″N 28°39′37″E / 47.867493342898°N 28.660328957124°E          | Monument în memoria a 97 consăteni căzuți în război (1941-1945)                | 1985                 | Is    | N           | galerie \| Încarcă foto | Raportează eroare |
| 2871   | Cobîlea 47°52′03″N 28°39′38″E / 47.867392°N 28.660559°E                      | Stejarul lui Ștefan cel Mare                                                   | sec. XIV-XV          | Is    | N           | galerie \| Încarcă foto | Raportează eroare |
| 2873   | Cot                                                                          | Monument în memoria a 22 consăteni căzuți în război (1941-1945)                | 1968                 | Is    | L           | Încarcă foto            | Raportează eroare |
| 2878   | Cotiujenii Mari 47°51′05″N 28°33′10″E / 47.851264170757°N 28.552676346402°E  | Biserica „Sf. Nicolae”                                                         | 1883                 | At    | L           | Încarcă foto            | Raportează eroare |
| 2879   | Cotiujenii Mari 47°50′35″N 28°33′19″E / 47.843007684065°N 28.555233809493°E  | Biserica „Sf. Arhanghel Mihail”                                                | 1861                 | At    | L           | Încarcă foto            | Raportează eroare |
| 2880   | Cotiujenii Mari                                                              | Monument comemorativ de război (1914-1918)                                     | anii 1930            | Is    | L           | Încarcă foto            | Raportează eroare |
| 2881   | Cotiujenii Mari 47°50′37″N 28°33′17″E / 47.843643669847°N 28.55459463541°E   | Monument la mormântul a 69 ostași căzuți în 1944                               | 1968                 | Is    | L           | Încarcă foto            | Raportează eroare |
| 2886   | Curătura                                                                     | Monument în memoria a 26 consăteni căzuți în război (1941-1945)                |                      | Is    | L           | Încarcă foto            | Raportează eroare |
| 2888   | Cușelăuca 47°52′42″N 28°33′21″E / 47.878333°N 28.555833°E                    | Mănăstirea „Adormirea Maicii Domnului”                                         | 1790 – înc. sec. XX  | At    | N           | galerie \| Încarcă foto | Raportează eroare |
| 2890   | Cușmirca 47°54′08″N 28°42′33″E / 47.902202687629°N 28.709282547222°E         | Monument în memoria a 68 consăteni căzuți în război (1941-1945)                | 1975                 | Is    | L           | Încarcă foto            | Raportează eroare |
| 2892   | Dobrușa 47°48′04″N 28°35′59″E / 47.801076°N 28.599704°E                      | Mănăstirea „Sf. Nicolae”                                                       | 1807 – înc. sec. XX  | At    | N           | galerie \| Încarcă foto | Raportează eroare |
| 2893   | Dobrușa 47°47′57″N 28°36′26″E / 47.799157043167°N 28.607135470716°E          | Schitul „Sf. Nicolae”                                                          | 1772 – înc. sec. XIX | At    | N           | galerie \| Încarcă foto | Raportează eroare |
| 2894   | Fuzăuca 47°44′27″N 28°44′43″E / 47.740955349051°N 28.745320980313°E          | Biserică                                                                       | 1881                 | At    | N           | Încarcă foto            | Raportează eroare |
| 2895   | Găuzeni 47°45′23″N 28°34′01″E / 47.756427548542°N 28.566933605399°E          | Biserica „Sf. Arhangheli”                                                      | 1890                 | At    | L           | Încarcă foto            | Raportează eroare |
| 2896   | Găuzeni 47°45′15″N 28°34′01″E / 47.754256893454°N 28.566877794682°E          | Monument în memoria a 36 consăteni căzuți în război (1941-1945)                | 1970                 | Is    | L           | Încarcă foto            | Raportează eroare |
| 2905   | Glinjeni 47°49′11″N 28°52′26″E / 47.819601828769°N 28.8739854205°E           | Biserica „Sf. Cuvioasă Paraschiva”                                             | 1916                 | At    | L           | Încarcă foto            | Raportează eroare |
| 2908   | Glinjeni 47°49′15″N 28°52′22″E / 47.820868607138°N 28.872744122831°E         | Monument în memoria a 34 consăteni căzuți în război (1941-1945)                | 1985                 | Is    | L           | Încarcă foto            | Raportează eroare |
| 2909   | Glinjeni                                                                     | Varniță (construcție tradițională de stins varul)                              | sf. sec. XIX         | Is    | L           | Încarcă foto            | Raportează eroare |
| 2917   | Mihuleni 47°49′41″N 28°50′25″E / 47.827928271539°N 28.840339500665°E         | Biserica „Sf. Arhanghel Mihail”                                                | 1871                 | At    | L           | Încarcă foto            | Raportează eroare |
| 2918   | Mihuleni 47°49′43″N 28°50′21″E / 47.828618665135°N 28.839113978674°E         | Monument în memoria a 20 consăteni căzuți în război (1941-1945)                | 1973                 | Is    | L           | Încarcă foto            | Raportează eroare |
| 2926   | Olișcani 47°47′50″N 28°42′54″E / 47.797152188678°N 28.714952402244°E         | Biserica „Sf. Nicolae”                                                         | 1905                 | At    | L           | Încarcă foto            | Raportează eroare |
| 2928   | Olișcani 47°47′57″N 28°42′58″E / 47.799231245706°N 28.71622720066°E          | Monument comemorativ de război (1941-1945)                                     | 1969                 | Is    | L           | Încarcă foto            | Raportează eroare |
| 2929   | Olișcani                                                                     | Sculptură populară. La biserică                                                | sec. XIX-XX          | Ar    | L           | Încarcă foto            | Raportează eroare |
| 2931   | Parcani 47°49′07″N 28°50′21″E / 47.818565468248°N 28.839047696822°E          | Biserica „Sf. Nicolae”                                                         | 1865                 | At    | L           | Încarcă foto            | Raportează eroare |
| 2933   | Parcani 47°48′52″N 28°49′59″E / 47.814339087292°N 28.833175056684°E          | Monument în memoria consătenilor căzuți în război (1941-1945)                  | 1967                 | Is    | L           | galerie \| Încarcă foto | Raportează eroare |
| 2934   | Parcani                                                                      | Monumente funerare                                                             | sec. XIX             | Ar    | L           | Încarcă foto            | Raportează eroare |
| 2935   | Pohoarna 47°49′45″N 28°30′02″E / 47.829076367349°N 28.500687129198°E         | Biserica                                                                       | 1828                 | At    | N           | galerie \| Încarcă foto | Raportează eroare |
| 2936   | Pohoarna                                                                     | Monument în memoria consătenilor căzuți în 1914-1918                           | anii 1930            | Is    | L           | galerie \| Încarcă foto | Raportează eroare |
| 2937   | Pohoarna 47°50′00″N 28°29′35″E / 47.833209492535°N 28.493035678796°E         | Monument în memoria consătenilor căzuți în război (1941-1945)                  |                      | Is    | L           | Încarcă foto            | Raportează eroare |
| 2945   | Poiana 47°53′08″N 28°51′24″E / 47.885668379453°N 28.856800820241°E           | Monument în memoria a 47 consăteni căzuți în război (1941-1945)                |                      | Is    | L           | Încarcă foto            | Raportează eroare |
| 2947   | Răspopeni 47°44′40″N 28°37′23″E / 47.74430714366°N 28.6230783926°E           | Biserica „Sf. Nicolae”                                                         | sec. XIX             | At    | L           | Încarcă foto            | Raportează eroare |
| 2948   | Răspopeni 47°44′20″N 28°37′25″E / 47.738801438114°N 28.623742013666°E        | Conac cu parc                                                                  | sec. XIX             | At    | N           | galerie \| Încarcă foto | Raportează eroare |
| 2949   | Răspopeni                                                                    | Masa pomenirii. La biserică                                                    | sec. XX              | Ar    | L           | Încarcă foto            | Raportează eroare |
| 2950   | Răspopeni                                                                    | Masa pomenirii. La cimitir                                                     | sec. XX              | Ar    | L           | Încarcă foto            | Raportează eroare |
| 2951   | Răspopeni                                                                    | Modul al coloanei infinite la biserică                                         | sec. XIX-XX          | Ar    | N           | Încarcă foto            | Raportează eroare |
| 2952   | Răspopeni 47°44′39″N 28°37′23″E / 47.744126054211°N 28.62310561002°E         | Monument în memoria consătenilor căzuți în 1914-1918                           | 1936                 | Is    | L           | galerie \| Încarcă foto | Raportează eroare |
| 2953   | Răspopeni 47°44′48″N 28°37′20″E / 47.746572621103°N 28.62233224237°E         | Monument în memoria a 36 consăteni și a 22 ostași căzuți în război (1941-1945) | 1984                 | Is    | L           | Încarcă foto            | Raportează eroare |
| 2954   | Răspopeni                                                                    | Morminte ale ostașilor                                                         | 1944                 | Is    | L           | Încarcă foto            | Raportează eroare |
| 2955   | Răspopeni                                                                    | Școala primară                                                                 | 1870                 | At    | L           | Încarcă foto            | Raportează eroare |
| 2957   | Recești 47°47′19″N 28°33′55″E / 47.788552563718°N 28.565342739687°E          | Biserica „Sf. Grigore Teologul”                                                | 1883                 | At    | L           | Încarcă foto            | Raportează eroare |
| 2958   | Recești                                                                      | Monument în memoria a 46 consăteni căzuți în război (1941-1945)                | 1981                 | Is    | L           | Încarcă foto            | Raportează eroare |
| 2960   | Rogojeni 47°50′02″N 28°25′42″E / 47.833862257239°N 28.428325416303°E         | Semnul comemorativ „Stâlpul cărăușului”                                        | sec. XVIII           | Is Ar | N           | galerie \| Încarcă foto | Raportează eroare |
| 2962   | Salcia 47°57′02″N 28°43′58″E / 47.950551976152°N 28.732767789224°E           | Biserica „Nașterea Maicii Domnului”                                            | 1861                 | At    | L           | Încarcă foto            | Raportează eroare |
| 2963   | Salcia 47°57′01″N 28°43′56″E / 47.950340073447°N 28.732124651809°E           | Monument în memoria a 16 consăteni căzuți în război (1941-1945)                | 1941-1945; 1968      | Is    | L           | Încarcă foto            | Raportează eroare |
| 2964   | Sămășcani 47°45′10″N 28°41′23″E / 47.752882538257°N 28.689859840587°E        | Biserica „Nașterea Maicii Domnului”                                            | 1901                 | At    | L           | Încarcă foto            | Raportează eroare |
| 2966   | Sămășcani                                                                    | Monument în memoria a 35 consăteni căzuți în război (1941-1945)                | 1981                 | Is    | L           | Încarcă foto            | Raportează eroare |
| 2969   | Socola 47°54′24″N 28°48′54″E / 47.906789879299°N 28.814980572479°E           | Biserica „Sf. Varvara”                                                         | 1890                 | At    | L           | galerie \| Încarcă foto | Raportează eroare |
| 2970   | Socola 47°54′27″N 28°48′44″E / 47.90741930578°N 28.812281554956°E            | Complex rupestru                                                               | sec. III-XV          | At    | N           | galerie \| Încarcă foto | Raportează eroare |
| 2971   | Socola 47°54′24″N 28°48′53″E / 47.906743273017°N 28.814852853195°E           | Monument în memoria a 15 consăteni căzuți în război (1941-1945)                | 1968                 | Is    | L           | Încarcă foto            | Raportează eroare |
| 2972   | Socola                                                                       | Monument în memoria a 26 consăteni căzuți în război (1941-1945)                | 1987                 | Is    | L           | Încarcă foto            | Raportează eroare |
| 2977   | Șestaci 47°51′39″N 28°45′10″E / 47.860782429213°N 28.752729449983°E          | Biserica „Sf. Nicolae”                                                         | 1866                 | At    | L           | galerie \| Încarcă foto | Raportează eroare |
| 2978   | Șestaci 47°51′34″N 28°45′37″E / 47.859346987859°N 28.760292562861°E          | Biserica „Sf. Gheorghe”                                                        | 1913                 | At    | L           | galerie \| Încarcă foto | Raportează eroare |
| 2979   | Șestaci 47°51′44″N 28°45′13″E / 47.862350231562°N 28.753552418461°E          | Monument în memoria a 22 consăteni căzuți în război (1941-1945)                | 1967                 | Is    | L           | galerie \| Încarcă foto | Raportează eroare |
| 2980   | Șestaci 47°51′38″N 28°45′08″E / 47.860622649291°N 28.752306726607°E          | Monumente funerare                                                             | sec. XIX             | Ar    | L           | galerie \| Încarcă foto | Raportează eroare |
| 2991   | Șipca                                                                        | Monument în memoria a 23 consăteni căzuți în război (1941-1945)                | 1970                 | Is    | L           | Încarcă foto            | Raportează eroare |
| 2994   | Vadul-Rașcov                                                                 | Bancă                                                                          | înc. sec. XX         | At    | N           | Încarcă foto            | Raportează eroare |
| 2995   | Vadul-Rașcov 47°56′19″N 28°49′43″E / 47.938634730629°N 28.828629707439°E     | Biserica „Sf. Arhanghel Mihail”                                                | 1787 – sf. sec. XIX  | At    | N           | galerie \| Încarcă foto | Raportează eroare |
| 2996   | Vadul-Rașcov                                                                 | Spital                                                                         | sf. sec. XIX         | At    | N           | Încarcă foto            | Raportează eroare |
| 2997   | Vadul-Rașcov 47°56′22″N 28°49′50″E / 47.939334796728°N 28.830587554651°E     | Monument în memoria consătenilor căzuți în război (1941-1945)                  | 1972                 | Is    | L           | galerie \| Încarcă foto | Raportează eroare |
| 2998   | Vadul-Rașcov 47°56′16″N 28°49′53″E / 47.937715011029°N 28.831281838931°E     | Sculptură populară                                                             | sec. XVIII-XX        | Ar    | N           | Încarcă foto            | Raportează eroare |
| 3002   | Vadul-Rașcov 47°56′15″N 28°49′53″E / 47.937576165284°N 28.831390276162°E     | Turnul-poartă-clopotniță la intrarea în cimitir                                | sec. XVII-XVIII      | At    | N           | galerie \| Încarcă foto | Raportează eroare |
| 3003.1 | Vadul-Rașcov 47°55′41″N 28°49′34″E / 47.928°N 28.826°E                       | Cimitirul evreiesc                                                             | sec. XVIII-XX        | Is    | N           | galerie \| Încarcă foto | Raportează eroare |
| 3004   | Zahorna                                                                      | Biserica                                                                       | sec. XIX             | At    | L           | Încarcă foto            | Raportează eroare |
| 3005   | Zahorna                                                                      | Mormânt comun al ostașilor. La cimitir                                         | 1944                 | Is    | L           | Încarcă foto            | Raportează eroare |